# Aline Sax
Aline Sax (* 20. März 1984 in Antwerpen) ist eine flämische Schriftstellerin und Historikerin. Sie schreibt historische Kinder- und Jugendliteratur.

## Leben
Aline Sax wuchs in Wilrijk auf, einem Stadtteil von Antwerpen. Bereits mit 15 Jahren veröffentlichte sie ihr erstes Buch, Mist over het strand, das von zwei deutschen Kindersoldaten während des Zweiten Weltkriegs handelt. Ihr Interesse an geschichtlichen Themen zeigte sich sowohl in ihrem schriftstellerischen Werk, als auch ihrer  beruflichen Laufbahn. Ab 2002 studierte sie Geschichte an der Universität Antwerpen. Nach dem Studium promovierte sie mit einer Doktorarbeit über flämische Kollaborateure im Zweiten Weltkrieg. Sie arbeitet in der historischen Forschung für Geheugen Collectief und an der Universität Gent.
Mit ihrem Jugendbuch Eine Welt dazwischen, das die Liebesgeschichte zweier junger Männer in New York zu Beginn des 20. Jahrhunderts erzählt, erreichte Aline Sax 2007 internationale Bekanntheit. Es erschien auf Deutsch, Dänisch und Englisch und gewann mehrere Jugendpreise und Nominierungen. Im Jahr darauf wurde der Folgeband unter dem Titel In einem Leben wie diesem veröffentlicht. 2016 erschien die deutsche Ausgabe von Sax’ Jugendroman Das Mädchen und der Soldat. Das Buch handelt von der Freundschaft zwischen einem kleinen blinden Mädchen und einem schwarzen Soldaten während des Ersten Weltkriegs in Belgien. 2019 folgte ihr Roman Grenzgänger über drei Schicksale einer deutschen Familie, die durch den Bau und Fall der Berliner Mauer beeinflusst werden.

## Werke
- Mist over het strand. Clavis, Amsterdam 2001, ISBN 90-6822-879-X.
- Duivelsvlucht. Clavis, Amsterdam 2002, ISBN 90-448-0008-6.
- De gebroken harp. Clavis, Amsterdam 2004, ISBN 90-448-0206-2.
- Geen stap terug. Clavis, Amsterdam 2005, ISBN 90-448-0385-9.
- Eine Welt dazwischen. Arena Verlag, Würzburg 2007, ISBN 3-401-06091-0. (orig. Wij, twee jongens. Clavis, Amsterdam 2006, ISBN 90-448-0552-5.)
- In einem Leben wie diesem. Arena Verlag, Würzburg 2008, ISBN 3-401-06092-9 (orig. Schaduwleven. Clavis, Amsterdam 2007, ISBN 978-90-448-0792-9.)
- De Hond van Roosevelt. Averbode 2007, ISBN 90-317-2509-9.
- In de schaduw van de Zwarte Dood (Vlaams Filmpje). Averbode 2010.
- De laatste reis / Het verhaal van de Holocaust. Clavis, 2010, ISBN 90-448-1415-X.
- De kleuren van het getto. De Eenhoorn, Wielsbeke 2011, ISBN 978-90-5838-736-3.
- Voor Vlaanderen volk en Führer de motivatie en het wereldbeeld van Vlaamse collaborateurs tijdens de Tweede Wereldoorlog 1940–1945. Manteau, Antwerpen 2012, ISBN 978-90-223-2751-7.
- Das Mädchen und der Soldat. Jakoby & Stuart, Berlin 2016, ISBN 978-3-941787-70-4 (orig. Het meisje en de soldaat. De Eenhoorn, Wielsbeke 2013, ISBN 978-90-5838-842-1.)
- Grenzgänger. Urachhaus, Stuttgart 2019, ISBN 978-3-8251-5179-9 (orig. Grensgangers. Davidsfonds, Leuven 2015, ISBN  978-90-5908-659-3.)